# Koenraad van Konstanz

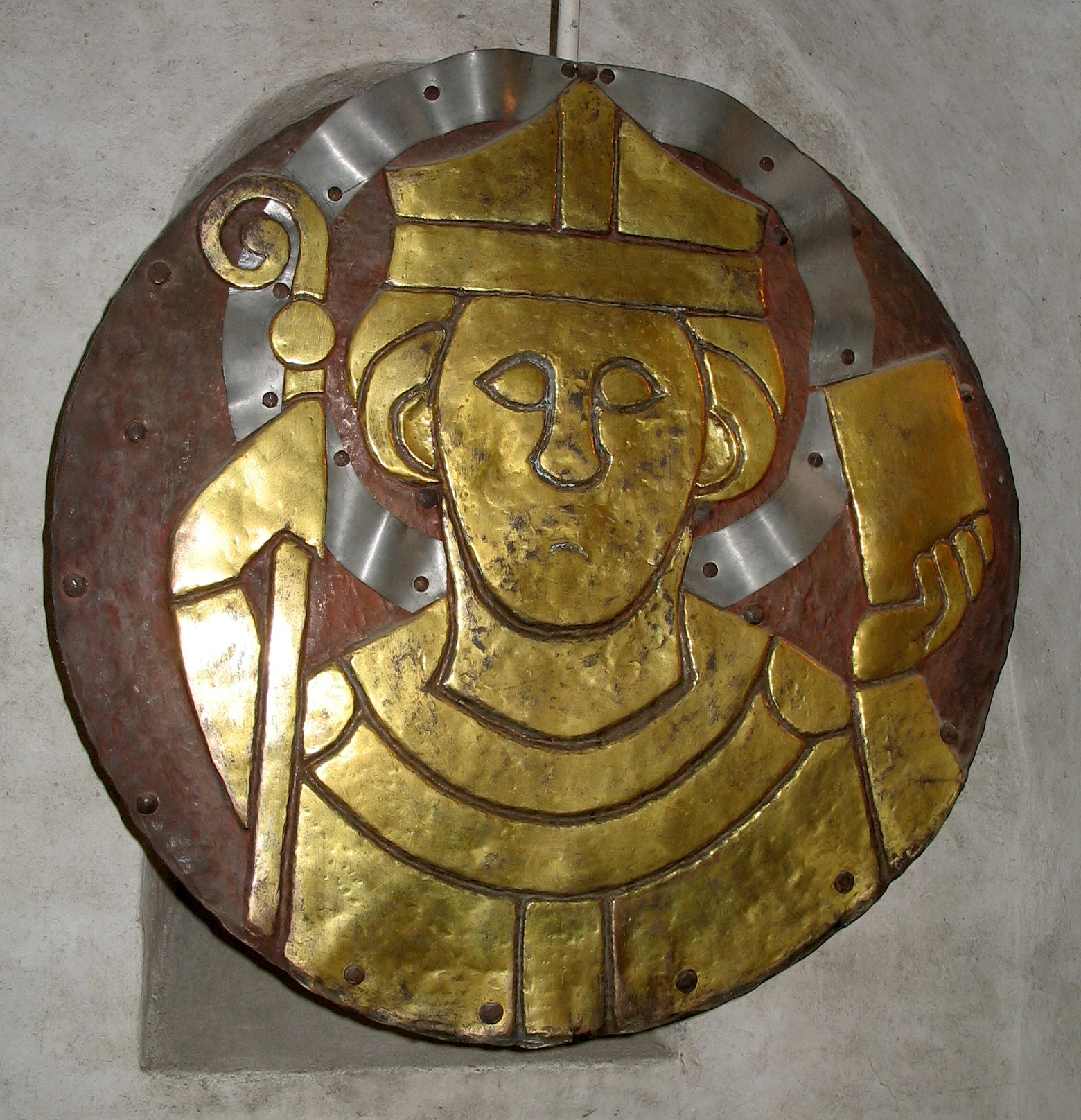
Vergulde Koenraad-schijf uit de oostelijke gevel van de kathedraal van Konstanz (12e/13e eeuw)

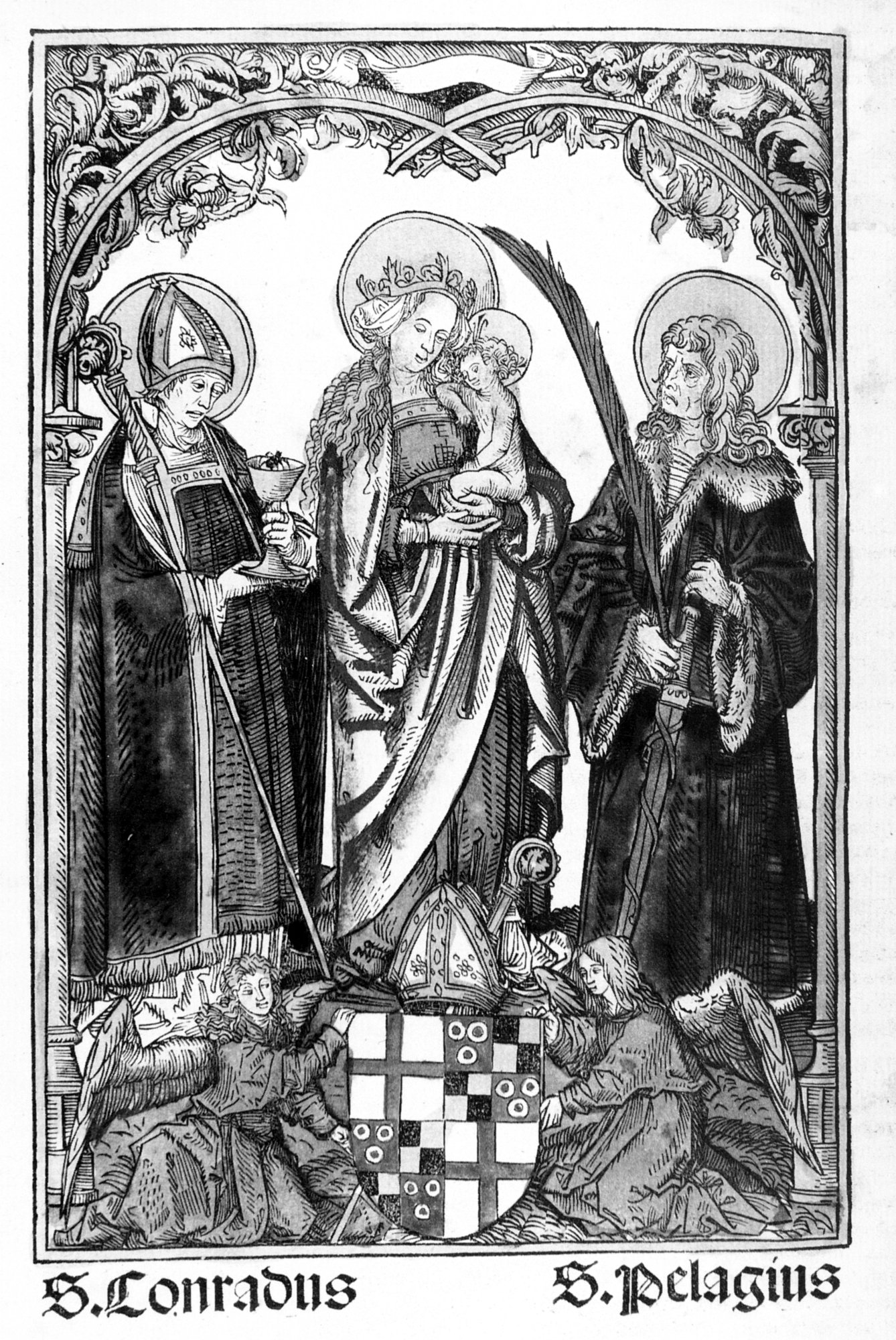
De bisschoppelijke schutspatroon van bisdom Konstanz: bisschop Koenraad (links, met zijn attribuut, de beker met spin), Maria, en Pelagius op een missaal uit 1505

Koenraad van Konstanz, ook Koenraad I van Altdorf, (c. 900 - 26 november 975) was van 934 tot 975 bisschop van Konstanz en wordt sinds 1123 als heilige vereerd.

## Leven
De uit de adellijke familie van de Welfen afkomstige Koenraad is waarschijnlijk geboren rond het jaar 900. Hij ontving aan het kapittel van Konstanz zijn opleiding tot geestelijke en is vervolgens lid geworden van het kapittel van Konstanz. In het jaar 934 is hij door zijn medekapittelleden en met ondersteuning van de bisschop van Augsburg, Ulrich van Augsburg (923-973), verkozen tot bisschop van Konstanz.
Van Koenraad, die als bisschop lid van de Ottoonse rijkskerk was, vinden wij sporadische vermeldingen in verband met het koningschap van Otto I de Grote (936-973). Koenraad heeft deelgenomen aan de reis van koning Otto I naar Rome en diens kroning tot keizer in de winter van 961/962. Daarnaast heeft hij naast de kathedraal van Konstanz de Mauritiusrotonde heeft laten bouwen voor de verering van de toenmalige rijksheilige Sint-Mauritius.
Andere reizen van Koenraad leidden hem opnieuw naar Rome en hij maakte ook driemaal een pelgrimstocht naar Jeruzalem. Deze reizen hadden onder meer als doel de verwerving van relikwieën. Voor zijn bouwprogramma in Konstanz baseerde hij zich op de christelijke architectuur in Rome en Jeruzalem. Terecht veronderstelde hij dat Konstanz in de Romeinse tijd was gesticht. Als model voor de kerkstichtingen gebruikte hij de patriarchale kerken van Rome:
- Analoog aan Sint-Paulus buiten de Muren heeft Koenraad buiten de stad Konstanz een Sint-Pauluskerk gesticht;
- In overeenstemming met de Sint-Jan van Lateranen werd in de onmiddellijke nabijheid van de kathedraal de kerk van Sint-Johannus gebouwd;
- Tevens liet hij de buiten de stad gelegen Sint-Laurentiuskerk (de niet meer bestaande latere raadskapel Sint-Laurentius) vernieuwen;
- Onder invloed van zijn pelgrimstocht naar Jeruzalem, liet hij de reeds genoemde Mauritiusrotonde bouwen als nabootsing van de Heilig Grafkerk. Het was de bedoeling dat deze diende als regionaal bedevaartsoord. Voor deze in de onmiddellijke nabijheid van het Koor van de kathedraal gelegen kapel richtte hij een kapittel op van twaalf kanunniken. Dit was het derde kapittel naast dat van de kathedraal van Konstanz en het door zijn voorganger Salomo III ingestelde kapittel van de Sint-Stefanuskerk. Het door Koenraad ingestelde kapittel heeft echter slechts korte tijd bestaan.

De heiligen Mauritius en Laurentius - de laatste was de heilige van de dag waarop de beroemde Slag op het Lechveld van 955 plaatsvond - waren ook door het Oost-Frankische Rijk overgenomen als rijksheiligen. De keizer Otto I de Grote heeft bisschop Koenraad bedankt in een oorkonde van 21 februari 962, slechts enige dagen na zijn kroning tot keizer, met een schenking aan bisschop Koenraad en diens bisdom voor het zieleheil van de vorst en de bisschop. Dat zij gezamenlijk in de gebeden genoemd werden, toonde de   de nauwe band tussen de bisschop en de koning, die zijn hoogtepunt vond in het verblijf van keizer Otto I in Koenraads bisschopsstad in augustus 972. Tijdens dit verblijf woonde de keizer op de 28e van dezelfde maand van het feest bij van Pelagius, de patroonheilige van het bisdom Konstanz.

## Heiligverklaring

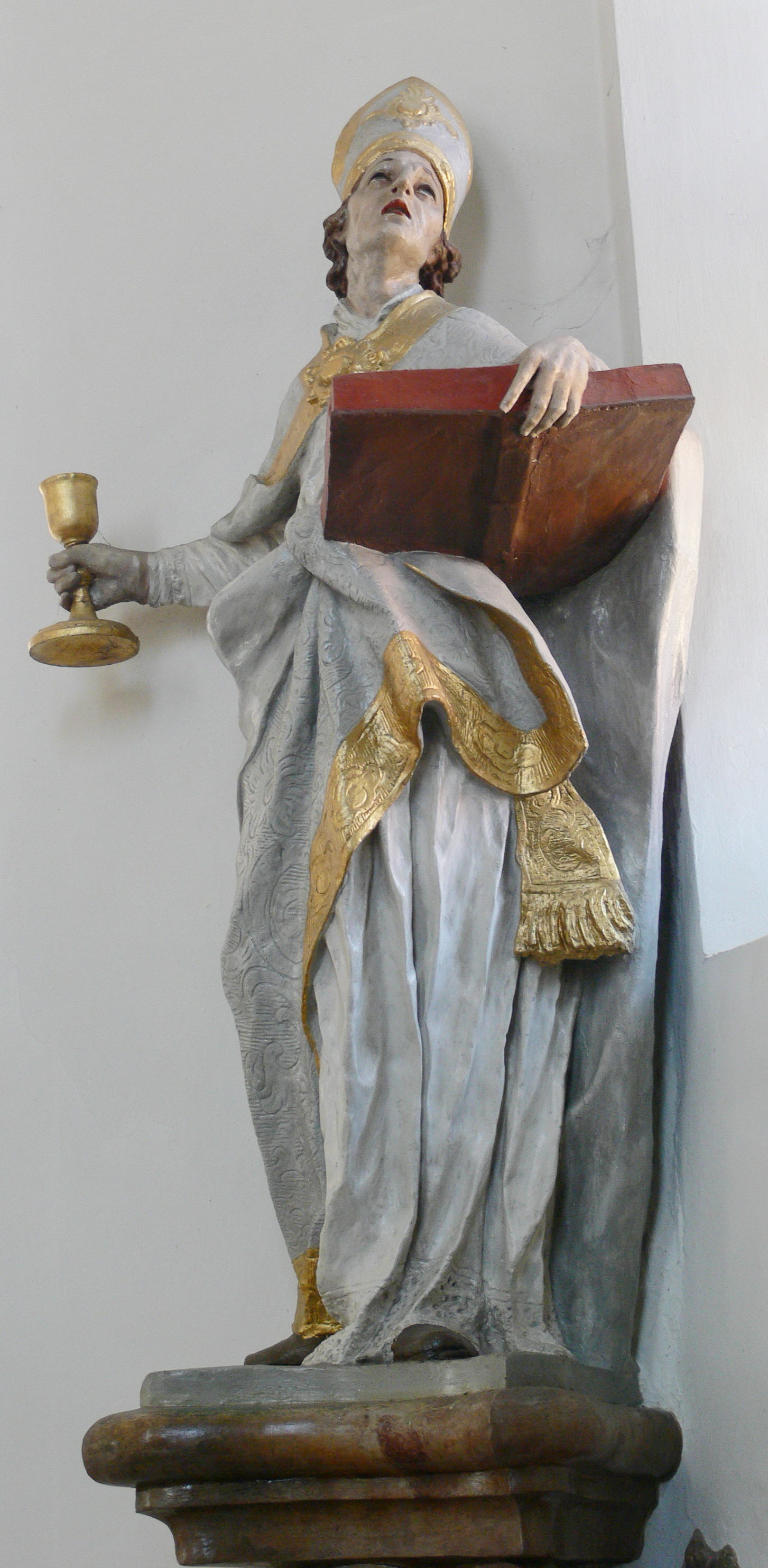
Standbeeld van de H. Koenraad op het hoogaltaar van de parochiekerk van Sint-Vincentius en Koenraad in Fronhofen

Initiatiefnemer voor de heiligverklaring van Sint-Koenraad van Konstanz was de bisschop van Konstanz Ulrich I (1111-1127). Hij wilde naast de "Romein" Pelagius voor de stad en het bisdom een "lokale" heilige hebben.  Koenraad was daarvoor de meest logische kandidaat aangezien hij reeds na zijn overlijden lokaal werd vereerd. In het jaar 1089 waren door de voorganger van Ulrich, bisschop Gebhard III (1084-1110), de beenderen van Koenraad reeds overgebracht van de Mauritiusrotonde naar de nieuw gebouwde kathedraal. Maar deze overbrenging van het gebeente had geen verdere gevolgen. Pas bisschop Ulrich pakte de heiligverklaring van bisschop Koenraad consequent aan. Hij liet een Vita Konradischrijven door de monnik Odalschalk, die uit Augsburg moest vertrekken vanwege de onrust ten gevolge van de bijna verbleekte investituurstrijd.
Deze Vita, die in het tweede boek ook de verslagen bevat van de door Koenraad uitgaande wonderbaarlijke genezingen en uitreddingen, was, samen met een brief van de bisschop van Konstanz, de petitio voor de heiligverklaring van bisschop Koenraad, in Rome aan Paus Calixtus II (1119-1124) aangeboden. Odalschalks reis naar Rome vond waarschijnlijk in het voorjaar van 1123. In het pas later door Odalschalk geschreven derde boek van de Vita Konradi wordt bericht hoe tijdens het Tweede Lateraans Concilie (maart 1123) besloten werd Koenraad heilig te verklaren. Hierbij wordt ook de pauselijke brief aan bisschop Ulrich van 28 maart 1123 geciteerd, waarvan het origineel bewaard is gebleven. De weg naar de verheffing van het gebeente van Koenraad van Konstanz was hiermee vrij.
De "werkelijke" heiligverklaring vond plaats op de magnus conventus, de "grote vergadering" op 26 november 1123, de naamdag van de heilige, in Konstanz. Hieraan namen onder andere deel: drie hertogen, een groot aantal graven, geestelijken, monniken, abten en veel gelovigen. Tijdens een uitgebreide liturgische viering werden de beenderen van de heilige herbegraven in een nieuw schrijn en ter aanbidding beschikbaar gesteld. In de tijd van de reformatie zijn de relikwieën van Koenraad vernietigd. De tombe van Koenraad bevindt zich in de Koenraadkapel in het Munster van Konstanz.

## Jubileum
De naamdag voor Koenraad van Konstanz wordt volgens de regionale kalender voor het Duitse taalgebied gevierd op 26 november.

## Eigenschappen
Koenraad van Konstanz wordt vaak afgebeeld met een kelk, waarop een spin zit. Volgens een middeleeuwse legende zou Koenraad, toen tijdens een mis een spin in de miswijn was gevallen, deze spin samen met de wijn hebben opgedronken. De reden hiervoor was dat hij niet de reeds geconverteerde wijn wilde weggooien. Later zou de spin weer ongeschonden uit zijn mond zijn gekomen en zijn vrijgelaten.

## Afkortingen
- FDA = Freiburger Diocesane Archief
- MGH SS = Monumenta Germaniae Historica. Scriptores in folio
- MPIG = Publicaties van het Max Planck Instituut voor Geschiedenis
- SGS = studies Germania Sacra